# SES-5
«SES-5» /ˈses/ или /ˌesiː'es/ (русская транслитерация СЕС-5) — коммерческий геостационарный телекоммуникационный спутник, принадлежащий голландскому спутниковому оператору SES World Skies (часть люксембургской группы SES S.A.). Первоначальное название спутника — «Sirius-5», также известен под названием Astra 4B.
Космический аппарат (КА) будет работать в различных диапазонах. Лучи Ku-диапазона предназначены для непосредственного телевещания с зоной покрытия в Африке, Скандинавии и странах Прибалтики. Лучи C-диапазона, с зоной покрытия в Европе, Ближнем Востоке и Африке, предназначены для таких служб, как транспортная сеть связи GSM, VSAT, морская связь и передача видеоинформации. Кроме того, на спутнике будут установлены транспондеры системы EGNOS.

## Конструкция
КА «SES-5» основан на платформе Space Systems / Loral 1300 со сроком активного существования более 15 лет. Для коррекции орбиты спутник оснащен российскими плазменными двигателями СПД-100.
Полезная нагрузка КА «SES-5» состоит из 24 активных транспондеров C-диапазона и 36 Ku-диапазона. Кроме того, имеется возможность устанавливать связь по каналу Земля — Спутник в диапазоне Ka между Европой и Африкой. В дополнение к основной полезной нагрузке, на спутнике также установлены ретрансляторы системы EGNOS, работающие в диапазоне L.

### Лучи C-диапазона
Спутник располагает двумя лучами C-диапазона для обеспечения таких служб, как транспортная сеть связи GSM, VSAT, морская связь и передача видеоинформации:
- Восточный луч с максимальным ЭИИМ стволов более 39 дБВт осуществляет покрытие всей Африки, а также Южной Европы и Ближнего Востока;
- Глобальный луч C-диапазона с максимальным ЭИИМ более 36 дБВт будет принимать сигналы со всей видимой со спутника территории[6];

### Лучи Ku-диапазона
Спутник также располагает двумя лучами Ku-диапазона:
- Южноафриканский луч с ЭИИМ стволов 42 — 51 дБВт покрывает почти всю Африку южнее Сахары;
- Северный луч предназначен для работы в Скандинавии[6];

## Запуск спутника
Запуск спутника был произведён компанией International Launch Services (ILS) с помощью РН Протон-М с разгонным блоком (РБ) Бриз-М 9 июля 2012 года в 22.38 МСК с площадки 81П (ПУ № 24) космодрома Байконур. 10 июля в соответствии с циклограммой полета КА «SES-5» отделился от РБ «Бриз-М» и принят на управление заказчиком.
Первоначально запуск был намечен на 19 июня 2011 года, но во время предстартовой подготовки были выявлены неполадки в системе управления электрогидравлической рулевой машины первой ступени РН и старт был отложен на сутки. Контейнер с неисправным прибором был заменён, но это не разрешило проблемы. После этого было принято решение о снятии РКН со старта для устранения неполадок.
В связи с этим, запуск спутника был перенесён сначала на август, но позже график запусков был отредактирован и датой запуска было назначено 7 июля. При подготовке к старту 7 июля во время работы над ракетой-носителем специалисты уронили в пустой бак окислителя посторонние предметы. После этого потребовались почти сутки для нахождения этих предметов. Из-за этого, запуск КА SES-5 было решено перенести с 7 на 9 июля 2012 года.